# Cobla

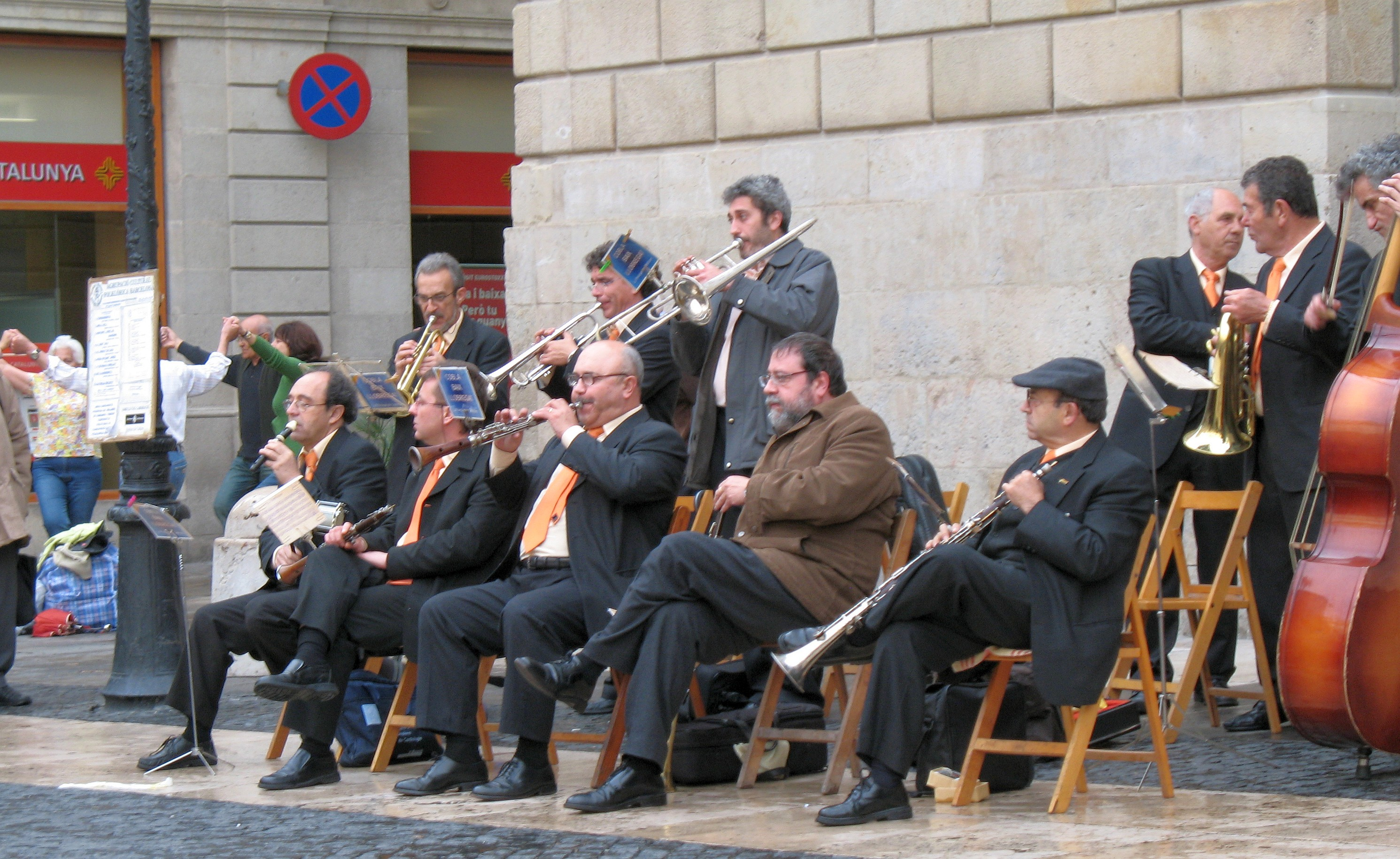
La « Cobla du Baix Llobregat » jouant sur la Place Sant Jaume, à Barcelone, devant le Palais de la Généralité

La cobla est un ensemble instrumental catalan qui utilise dans sa formation classique les instruments de musiques suivants : flabiol (flute à bec à une main) avec tambourin (tamborí), tible et tenora (hautbois), trompette (trompeta), trombone (trombó), fiscorn (bugle) et contrebasse (contrabaix) à trois cordes.
La cobla est essentiellement destinée à l’interprétation de la sardane mais peut accompagner d'autres danses et peut aussi donner des concerts dans différents styles musicaux, autres que la sardane. Il existe d'ailleurs un répertoire important.

## Cobla primitive
Les types de cobles primitives étaient aux nombres de 3 :
1. La mitja cobla (demi cobla) ne comportait qu'un flabiol, un tambourin et un sac de gemecs (cornemuse catalane).
2. La cobla de tres quartans (trois quarts de cobla) était composée d'un flabiol avec tamborí, un sac de gemecs, et une chirimía (ou tarota) ou une cornemuse dite zampoña[1],[2],[3].
3. La cobla entera (cobla entière) était composée d'un flabiol avec tamborí, sac de gemecs et plusieurs chirimies.

Ces formations furent supplantées par la cobla moderne, qui utilisa des instruments plus modernes et avec un son plus juste, sauf sur l'île de Majorque.

## Cobla moderne
La coble moderne est due au musicien catalan Pep Ventura (1817-1875) qui institua un ensemble de onze musiciens pour douze instruments : un flabiol-tamborí (joués par un seul musicien, le flabiolaire), deux tibles, deux tenores, deux trompettes, un trombone, deux fiscorns et une contrebasse à 3 cordes.
Des orchestres à trois trompettes voire deux trombones étaient en vogue entre 1960 et 1980 et peuvent toujours se rencontrer. Ces formations étaient affectionnées notamment par les cobles Principal de la Bisbal et Els Montgrins mais se font plus rares. D'autre part, dans les concerts il est habituel que la cobla soit accompagnée des timbales.
Il existe actuellement environ 99 cobles en Catalogne dont 6 sur le Roussillon.

## Cobla et corrida
À Céret lors de la feria Céret de toros, c'est une cobla qui accompagne le matador et sa cuadrilla pendant tous les tercios de la corrida. La cobla joue aussi bien des sardanes pour le paseo et le torero, que des valses pour les banderilles, et des paso dobles pour la faena de muleta . L'accueil du matador se fait avec une chirimía, le paso doble est interprété d'une manière très différente.

## Compositeurs
On peut citer parmi les compositeurs principaux dans l'écriture pour cobla Pep Ventura, le fondateur de ce type de formation, Enric Morera, Joaquim Serra, Juli Garreta, Ricard Viladesau, Manel Saderra Puigferrer et Conrad Saló.